# Estherwood
Estherwood – wieś w Stanach Zjednoczonych, w stanie Luizjana, w parafii Acadia.